# Copris pecuarius
Copris pecuarius — вид жуков из подсемейства Geotrupinae, семейства Навозники-землерои.

## Распространение
На Дальнем Востоке распространён в Приморском крае и Японии.

## Описание
Длиной жук достигает 19-23 мм. Надкрылья блестящие со светлыми бороздками. Продольная бороздка на диске переднеспинки сильно выраженная и глубокая. Первый скат переднеспинки у самцов в густой пунктировке.